# 구례 구산리 입석
구례 구산리 입석(求禮 九山里 立石)은 대한민국 전라남도 구례군 토지면 구산리에 있는 입석이다. 1984년 2월 29일 전라남도의 문화재자료 제115호로 지정되었다.

## 개요
입석(선돌)은 길쭉하고 커다란 돌을 약간만 다듬어 마을 입구 등에 세워 기념하거나, 신앙의 대상물로 삼았던 것으로, 주로 마을의 경계를 나타내거나, 농사의 풍요를 위해 세웠다.
섬진강 주변의 완만한 언덕 위에 자리하고 있는 이 입석은 거대한 자연돌을 세워 놓은 것으로, 섬진강을 내려다 보며 서 있다. 전체적으로 네모지고 두툼한 모습이며, 앞·뒷면은 거친 편이나 옆면은 고르게 잘 다듬어 놓았다.
마을 주민들에게는 소원을 빌고 액운퇴치를 기원하는 민간신앙의 대상이 되고 있으며, 규모가 꽤 큰 편이다. 구체적인 건립시기는 알 수 없고, 다만 바로 옆에 고인돌이 있어 묘표석(墓標石:묘의 영역을 표시하는 돌)의 구실을 하였던 것으로 짐작된다.

## 참고 문헌
- 구산리입석 - 국가유산청 국가유산포털